# استخوان میانگیر
استخوان میانگیر  یا دیپلوئه (انگلیسی: Diploë) یک استخوان اسفنجی در بدن است که لایه‌های درونی و بیرونی استخوان متراکم جمجمه را از هم جدا می‌کند.
استخوان‌های جمجمه از لوح‌های خارجی و داخلی از جنس استخوان متراکم تشکیل شده است که توسط لایه‌ای از استخوان اسفنجی به نام استخوان میانگیر از یکدیگر جدا می‌شوند. لوح داخلی نازکتر و شکننده‌تر از لوح خارجی است.
سطوح داخلی وخارجی استخوان‌ها توسط پریوست پوشانده می‌شود که به پریوست پوشانندهٔ لایهٔ خارجی Pericranium و به پریوست پوشانندهٔ لایهٔ داخلی Endocranium می‌گویند.